# La Chevillotte
La Chevillotte är en kommun i departementet Doubs i regionen Bourgogne-Franche-Comté i östra Frankrike. Kommunen ligger i kantonen Besançon-Sud som tillhör arrondissementet Besançon. År 2022 hade La Chevillotte 143 invånare.

## Befolkningsutveckling
Antalet invånare i kommunen La Chevillotte
Referens:INSEE